# Завтрак для чемпионов (фильм)
«Завтрак для чемпионов» (англ. Breakfast of Champions) — полнометражный художественный фильм 1999 года, снятый по мотивам одноимённого романа американского писателя Курта Воннегута.
Был номинирован на приз Берлинского кинофестиваля в 1999 году.

## Сюжет
Действие фильма-антиутопии происходит в вымышленном городе Мидлэнд-сити, в котором должно пройти вручение литературных премий. Центральный персонаж — сквозной герой романов Курта Воннегута, альтер эго автора писатель Килгор Траут.
Второй центральный герой — Двейн Гувер, респектабельный владелец фирмы по продаже «понтиаков», постепенно сходящий с ума из-за одной из книг Траута.

## В ролях
| Актёр         | Роль                 |
| ------------- | -------------------- |
| Брюс Уиллис   | Двейн Гувер          |
| Альберт Финни | Килгор Траут         |
| Ник Нолти     | Гарри Лесабр         |
| Барбара Херши | Селия Гувер          |
| Гленн Хидли   | Франсина Пефко       |
| Лукас Хаас    | Джордж «Банни» Гувер |
| Омар Эппс     | Уэйн Гублер          |
| Викки Льюис   | Грейс Лесабр         |

Курт Воннегут, автор романа «Завтрак для чемпионов», появляется в одном из эпизодов фильма в роли режиссёра рекламного ролика.

## Оценка Курта Воннегута
В краткой беседе, включённой в издание аудиокниги «Breakfast of Champions CD Unabridged», автор и его близкий друг адвокат Дональд Фарбер отмечают слишком вольную киноадаптацию книги, которую, по их словам, «больно смотреть» (англ. painful to watch).